# David Lang

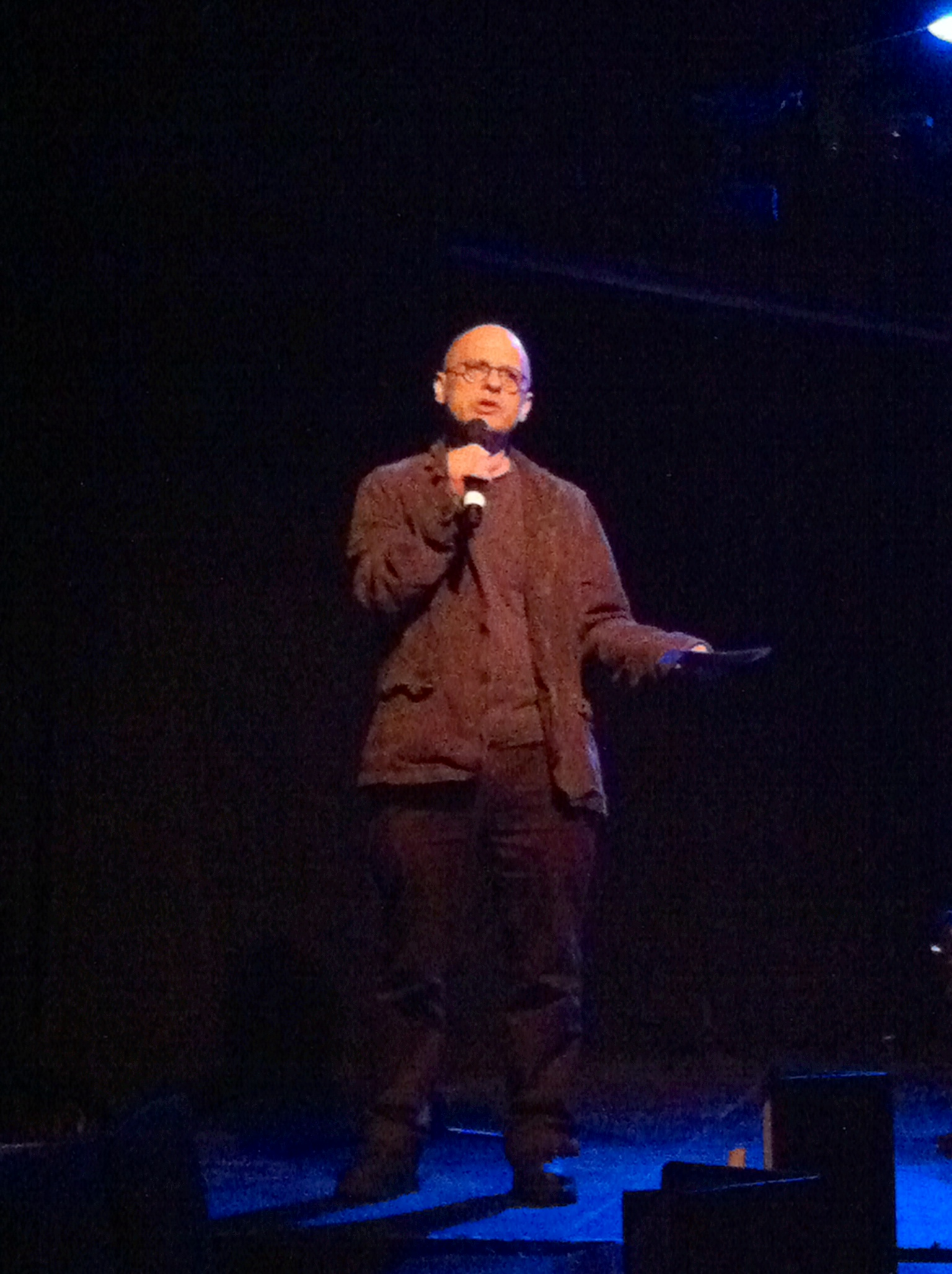
David Lang 2012

David Lang (* 8. Januar 1957 in Los Angeles, Kalifornien) ist ein US-amerikanischer Komponist. Er erhielt den Pulitzer-Preis für Musik 2008 für The Little Match Girl Passion.

## Werdegang
Nach Abschluss seines Studiums an der Stanford University ging er an die University of Iowa und schließlich an die Yale University, wo er 1989 promoviert wurde.
Weiterführende Kompositionsstudien nahm er bei Jacob Druckman, Hans Werner Henze und Martin Bresnick. Gemeinsam mit Michael Gordon und Julia Wolfe gründete er 1987 die New Yorker Projektgruppe Bang On A Can 1992 war er Composer-in-Residence am American Conservatory Theater in San Francisco. 2013/14 besetzte er den Carnegie Hall's Debs Composer's Chair. David Lang hatte Stipendien der John Simon Guggenheim Memorial Foundation (1987), des National Endowment for the Arts, der Foundation for Contemporary Arts in New York (2002) und der in New York ansässigen American Academy of Arts and Letters (1997 und 2009). Seit 2014 ist er Mitglied dieser Akademie.
Seit 2008 ist David Lang Professor of Music Composition an der Yale School of Music.
2013 erhielt er die Auszeichnung Composer of the Year, und 2015 wurde ihm der Orden des Chevalier des Arts et des Lettres vom französischen Kultusministerium verliehen.
David Langs Musik erscheint bei Red Poppy Music und wird weltweit von G. Schirmer Inc. vertrieben.

## Werke
Langs Musik ist angeregt vom Minimalismus sowie der Rockmusik und kann als postminimalistisch oder „Totalismus“ beschrieben werden. Er hat wesentlich die Musik des Kronos Quartet in Requiem for a Dream beeinflusst.
David Lang erhielt zahlreiche Preise wie den Rom-Preis, den BMW-Musiktheater-Preis oder den Kennedy Center Friedheim Award (1989). Den Bessie Award bekam er 1999 für seine Musik zu Susan Marshalls Choreographie The Most Dangerous Room in the House, live aufgeführt von den Bang on a Can All-Stars beim Next Wave Festival der Brooklyn Academy of Music. Immer wieder arbeitet er mit namhaften Choreographen und Tanzensembles wie Twyla Tharp, dem Paris Opera Ballet, dem New York City Ballet, Susan Marshall, Édouard Lock, den La La La Human Steps, dem Nederlands Dans Theater, Benjamin Millepied oder dem LA Dance Project.
David Langs Werke werden weltweit auf allen bekannten Festivals für Neue Musik aufgeführt. Er erhielt u. a. Kompositionsaufträge des Boston Symphony Orchestra, des Cleveland Orchestra und des American Composers Orchestra. 1999 schrieb er eine Comic Oper im Auftrag des italienischen Musikfestivals in Turin.
Sein zur Uraufführung beim Festival neue musik im stadthaus ulm komponiertes Stück Men wurde während dessen Entstehung von dem Anschlag auf die Zwillingstürme des World Trade Centers am 11. September 2001 überschattet und geprägt.
Mit The Carbon Copy Building gewann er 2000 den Village Voice OBIE Award für das „beste neue amerikanische Werk“. 2008 folgte der Pulitzer-Preis für Musik. Die Aufnahme von The Passing Measures (Cantaloupe Records) nannte der New Yorker 2001 eine der besten CDs des Jahres. Die Aufnahme von Pierced (Naxos) wurde sowohl von der Rockmusikplattform Pitchfork als auch vom britischen Klassikmagazin Gramophone hochgelobt. Für die Aufnahme von The Little Match Girl Passion (Harmonia Mundi) erhielt Lang 2010 einen Grammy Award, und mit Simple Song No. 3 war er 2015/16 für einen Oscar und einen Golden Globe Award nominiert.

## Aufnahmen
- Are You Experienced (1989)
- The Passing Measures (2001)
- Child (2003)
- Elevated (2005)
- Pierced (2008)
- The Little Match Girl Passion (2009)
- (Untitled) Music from the Film (2009)
- This Was Written By Hand (2011)
- The Woodmans - Music from the Film (2011)
- Death Speaks (2013)
- Love Fail (2014)

### Hörbeispiele
- David Lang story
- Pulitzer Prize winning composition: The Little Match Girl Passion
- Départs Salles des Départs

### Film (Auswahl)
- New York Composers:  Searching for a New Music (1997)
- La Grande Bellezza – Die große Schönheit (2013)
- Ewige Jugend (2015)

### Ballete
- Plainspoken, choreografiert von Benjamin Millepied